# 刘智攀
刘智攀，中国教育部长江学者特聘教授，复旦大学化学系教授、博士生导师，主要从事物理化学与催化研究。

## 生平
1997年获上海交通大学化学学士学位，2000年获该校硕士学位，2005年起任复旦大学化学系教授。

## 社会兼职
- 《中国科学化学》编委